# Gastão II de Foix
Gastão II de Foix-Bearne (1308 – Sevilha, setembro de 1343) foi o 10.º Conde de Foix. Era filho de Gastão I (r. 1308–1315) e Joana de Artésia. Sucedeu o seu pai em 1315, mas por ser jovem, ficou anos sob a regência de Joana. Em 1331, aos 23 anos, ordenou a prisão de sua mãe. Em 1335, ajudou o Reino de Navarra contra a Coroa de Castela, vencendo uma batalha em Tudela. Em 1337, fez guerra em Guiena, na Picardia. À época, o rei Filipe VI (r. 1328–1350) lhe concedeu o título de governador da Gasconha e Agenês.  Em 1343, ajudou o rei Afonso XI (r. 1312–1350) em seu cerco de Algeciras, então em posse do Reino Nacérida de Granada. Iria morrer em setembro em Sevilha. Foi sucedido por seu filho Gastão III (r. 1343–1391), que gerou com Leonor de Cominges.